# نيكيشيا هندرسون
نيكيشيا هندرسون (بالإنجليزية: Nekeshia Henderson)‏ مواليد 28 فبراير 1973 في دالاس، هي لاعبة كرة سلة أمريكية معتزلة. وحملت الرقم 6. يبلغ طولها 5 قدم 8 بوصة (1.7 م). فازت بلقب دوري المحترفات. لعبت مع هيوستن كومتز في الاتحاد الوطني لكرة السلة النسائية.

## روابط خارجية
- نيكيشيا هندرسون على موقع الاتحاد الوطني لكرة السلة النسائية (الإنجليزية)
- نيكيشيا هندرسون على موقع كلية كرة السلة في سبورتس رفرنس.كوم (الإنجليزية)
- نيكيشيا هندرسون على موقع بروبوليرز (الإنجليزية)
- نيكيشيا هندرسون على موقع سبورتس رفرنس (الإنجليزية)